# Subaúma
Der Ort Subaúma mit dem Praia de Subaúma liegt ca. 150 km im Norden von Salvador da Bahia im Bundesstaat Bahia in Brasilien. Der Ort ist auf der Linha Verde zu erreichen und liegt im Munizip Entre Ríos, was so viel bedeutet wie zwischen den Flüssen. Diese Flüsse sind Rio Joanes, Rio Inhambupe und Rio Itapicuru. 
Es gibt in Subaúma eine kleine touristische Infrastruktur mit Pensionen und Restaurants. Attraktion des Ortes sind die schönen Sandstrände und vorgelagerten Korallenriffs.
Im Süden liegt der Fischerort Massarandupió mit seinen Dünenformationen und im Norden ebenfalls im Bezirk Entre Rios befindet sich der Ort Strandort Baixio.

Lage von Entre Ríos im Bundesstaat Bahia

Koordinaten: 12° 15′ S, 37° 48′ W